# Храм Вазнесења Господњег у Борчи
Храм Вазнесења Господњег је храм Српске православне цркве који се налази у насељу Борча у београдској општини Палилула.

## Опште информације
Црква се налази у Улици ЈНА у београдском насељу Борча, а припада епархији банатској. Благослов за зидање храма дао је епископ банатски Никанор, а његова градња почела је 2006. године, на месту старе капеле посвећене Вазнесењу Господњем. Првобитна капела је била подигнута почетком 20. века у знак захвалности Господу ради чудесног исцељења мештанке места Борча. Записи наводе да се на извору које је касније преуређен у бунар десило чудо, у порти храма.
Храм је сазидан иницијативом парохијског свештеника Миодрага Нешића и мештана Борче. Епископ Никанор осветио је звона у мају 2009. године, а од 2010. године врше се свакодневна богослужења. У храму се налази иконостас који је красио руску капелу у Панчеву, насликан почетком 1918. године од руског иконописца у емиграцији, грофа Георгија М. Семјонова.
Године 2010. постављено је подно грејање у храму. Епископ Никанор осветио је храм на Спасовдан 2012. године, а старешину храма Миодрага Нешића одликовао је протојерејским чином.